# Quintus Flavius Tertullus

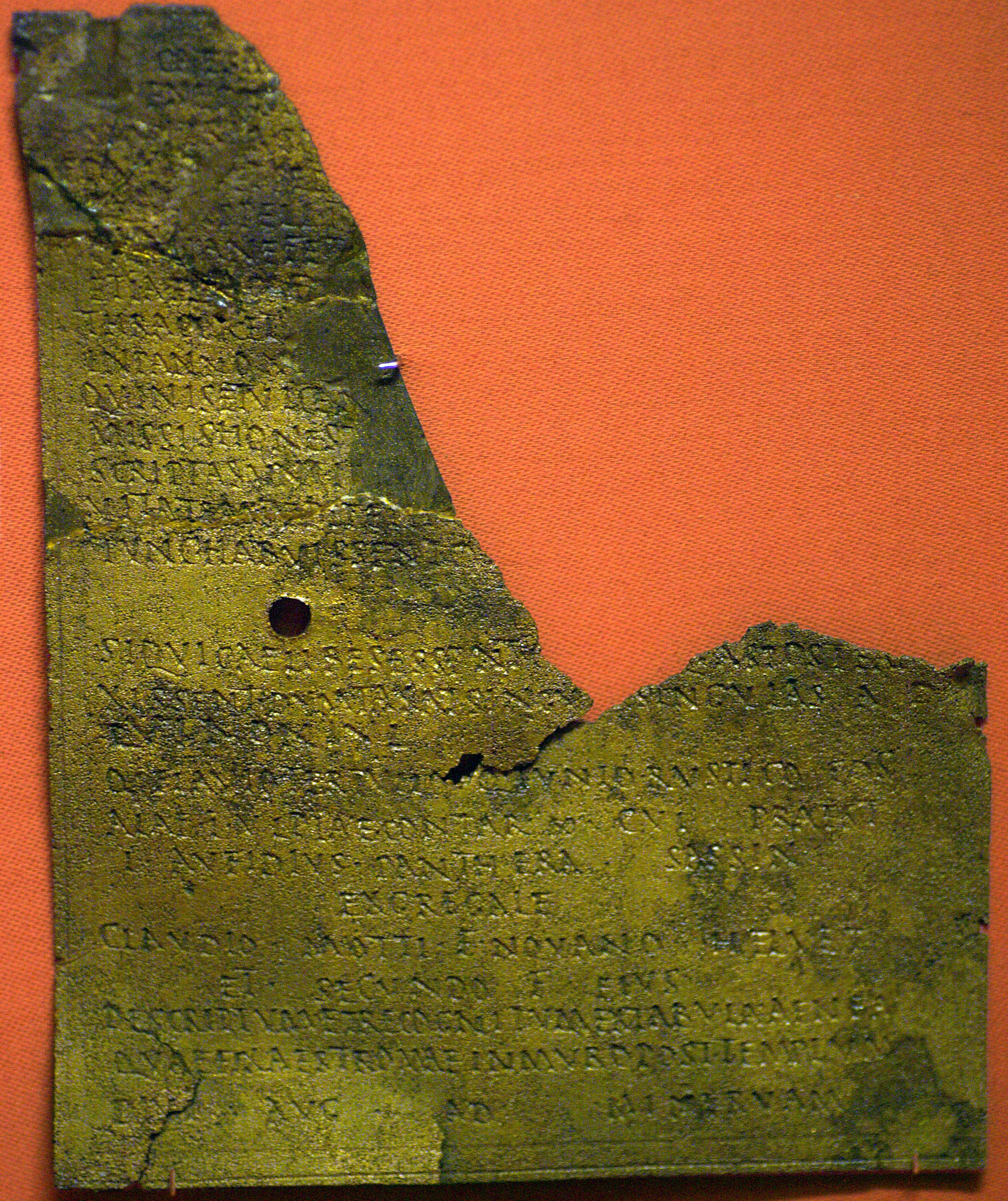
Ein Militärdiplom von 133 n. Chr.

Quintus Flavius Tertullus war ein im 2. Jahrhundert n. Chr. lebender römischer Politiker.
Durch Militärdiplome, die z. T. auf den 2. Juli 133 datiert sind, ist belegt, dass Tertullus 133 zusammen mit Quintus Iunius Rusticus Suffektkonsul war; die beiden übten dieses Amt vermutlich vom 1. Juli bis zum 30. September aus. Das Konsulnpaar ist auch in einer Inschrift aufgeführt. Ein weiteres Diplom belegt, dass er 148 Statthalter (Proconsul) der Provinz Asia war.